# Peter Tatchell
Peter Gary Tatchell (Melbourne, 25 gennaio 1952) è un attivista australiano naturalizzato britannico, conosciuto per il suo lavoro in favore del Movimento di liberazione omosessuale, salito alla ribalta internazionale per il suo tentativo di arrestare il presidente dello Zimbabwe Robert Mugabe nel 1999 e ancora nel 2001.
Tatchell fu scelto dal Partito Laburista (Labour Party) come candidato per Bermondsey nel 1981, ma fu denunciato dal leader del suo partito Michael Foot per aver supportato azioni contro il governo di Margaret Thatcher; benché alla fine il Partito Laburista mantenne la sua candidatura. Negli anni novanta divenne un esponente di spicco del movimento gay, lesbico, bisessuale, transessuale (GLBT) attraverso l'azione diretta del gruppo OutRage!, di cui fu cofondatore. Lavorò su una grande varietà di questioni, come la 'Stop Murder Music', che fa campagna contro i testi delle canzoni che istigano alla violenza nei confronti delle persone GLBT.
Nell'aprile del 2007 venne candidato in prospettiva delle future elezioni dal Partito Verde di Inghilterra e Galles (Green Party of England and Wales) nel collegio di Oxford East. 
Nel dicembre 2009 Tatchell annunciò però di rinunciare alla candidatura a causa dei danni al cervello dovuti agli attacchi delle guardie del corpo del presidente Mugabe quando tentò di arrestarlo e dagli attacchi dei neo-nazisti a Mosca, mentre faceva campagna per i diritti LGBT.
Scrive regolarmente per il 'The Guardian' nella sua rubrica on line Comment is Free.
Dal 2009 è ambasciatore per il gruppo di riforma penale Make Justice Work.